# 华尔顿堡滩 (佛罗里达州)
华尔顿堡滩（英語：Fort Walton Beach），是美国佛罗里达州奧卡魯沙縣下属的一座城市。建立于1941年。面积约为21.3平方公里（约合8.2平方英里）。根据2010年美国人口普查，该市有人口19,507人。论人口在本州排行第106。